# Vuelta de Gravataí 2011
La 8.ª edición de la Vuelta de Gravataí se disputó entre el 13 y el 17 de abril de 2011.
Incluida en el UCI América Tour, por tercer año consecutivo, el recorrido fue similar a las ediciones anteriores y constó de 5 etapas y aproximadamente 780 km siendo la 2ª, la etapa reina de la competencia con llegada en Cambará do Sul a más de 1000 metros de altitud. 
Renato Seabra fue el ganador de la clasificación general, siendo acompañado en el podio por José Eriberto Rodríguez y Antonio Nascimento. 
En las clasificaciones secundarias Marcelo Moser obtuvo las metas montaña y el cubano Michel García la clasificación por puntos, al tiempo que Funvic-Pindamonhangaba venció por equipos.

## Equipos participantes
La prueba contó con 17 equipos siendo 12 locales y 5 extranjeros, llegando a un total de 90 ciclistas.
| Locales                                  | Extranjeros        |
| ---------------------------------------- | ------------------ |
| Clube DataRo de Ciclismo-Foz do Iguaçu   | J.A.M Found-NCC    |
| Funvic-Pindamonhangaba                   | Ingeosat-Hatch     |
| São José dos Campos-Cannondale           | Start Cycling Team |
| São Lucas-Giant-Americana                | ERT-Start Sub-23   |
| GRCE-Giant-Santos                        | Selección de Chile |
| Refractor-Ribeirão Pires                 |                    |
| São Francisco Saúde-Ribeirão Preto       |                    |
| Velo-SEME-Rio Claro                      |                    |
| Padaria Real-Céu Azul Alimentos-Sorocaba |                    |
| Avaí-Florianópolis                       |                    |
| FW Engenharia-Amazonas Bike-Três Rios    |                    |
| Selección Río Grande do Sul              |                    |

## Etapas
| Etapa | Fecha       | Recorrido             | Km    | Ganador de la etapa                             | Líder                                     |
| 1ª    | 13 de abril | Gravataí-Torres       | 178,5 | Michel García (São Francisco Saúde)             | Michel García (São Francisco Saúde)       |
| 2ª    | 14 de abril | Torres-Cambará do Sul | 135,4 | Antonio Nascimento Funvic-Pindamonhangaba       | Antonio Nascimento Funvic-Pindamonhangaba |
| 3ª    | 15 de abril | Cambará do Sul-Canela | 160,9 | José Eriberto Rodrígues (Padaria Real-Sorocaba) | Renato Seabra (DataRo)                    |
| 4ª    | 16 de abril | Canela-Gravataí       | 143,2 | Roberto Pinheiro Funvic-Pindamonhangaba         | Renato Seabra (DataRo)                    |
| 5ª    | 17 de abril | Gravataí-Gravataí     | 150   | Gustavo Costa (Padaria Real-Sorocaba)           | Renato Seabra (DataRo)                    |

## Clasificaciones finales

### Clasificación individual
| Posición | Ciclista                | Equipo                                   | Tiempo      |
| -------- | ----------------------- | ---------------------------------------- | ----------- |
|          | Renato Seabra           | Clube DataRo de Ciclismo-Foz do Iguaçu   | 17h 40' 33" |
| 2        | José Eriberto Rodrígues | Padaria Real-Céu Azul Alimentos-Sorocaba | + 9"        |
| 3        | Antonio Nascimento      | Funvic-Pindamonhangaba                   | + 12"       |
| 4        | Marcelo Moser           | Padaria Real-Céu Azul Alimentos-Sorocaba | + 42"       |
| 5        | Gregory Panizo          | Clube DataRo de Ciclismo-Foz do Iguaçu   | + 46"       |
| 6        | Tiego Gasparotto        | Funvic-Pindamonhangaba                   | + 1' 03"    |
| 7        | André Pullini           | São Lucas-Giant-Americana                | + 1' 27"    |
| 8        | Gonzalo Garrido         | Selección de Chile                       | + 1' 37"    |
| 9        | Mauricio Morandi        | São José dos Campos-Cannondale           | + 1' 38"    |
| 10       | Patricio Almonacid      | Selección de Chile                       | + 3' 05"    |

### Clasificación montaña
| Posición | Ciclista                | Equipo                                   | Puntos |
| -------- | ----------------------- | ---------------------------------------- | ------ |
| 1º       | Marcelo Moser           | Padaria Real-Céu Azul Alimentos-Sorocaba | 17     |
| 2º       | Mauricio Morandi        | São José dos Campos-Cannondale           | 14     |
| 3º       | José Eriberto Rodrígues | Padaria Real-Céu Azul Alimentos-Sorocaba | 10     |

### Clasificación por puntos
| Posición | Ciclista         | Equipo                                   | Puntos |
| -------- | ---------------- | ---------------------------------------- | ------ |
| 1º       | Michel García    | São Francisco Saúde-Ribeirão Preto       | 29     |
| 2º       | Roberto Pinheiro | Funvic-Pindamonhangaba                   | 25     |
| 3º       | Gustavo Costa    | Padaria Real-Céu Azul Alimentos-Sorocaba | 19     |

### Clasificación por equipos
| Posición | Equipo                                   | Tiempo      |
| -------- | ---------------------------------------- | ----------- |
| 1º       | Funvic-Pindamonhangaba                   | 53h 05' 54" |
| 2º       | Clube DataRo de Ciclismo-Foz do Iguaçu   | + 1' 09"    |
| 3º       | Padaria Real-Céu Azul Alimentos-Sorocaba | + 2' 57"    |